# Bubble and Scrape
Albums de Sebadoh
Smash Your Head on the Punk Rock
(1992) Bakesale
(1994)
Bubble and Scrape est un album de Sebadoh, sorti en 1993.

## L'album
Bubble and Scrape est enregistré dans un ancien abattoir avec l'aide de Bob Weston. L'album se vend à 10 000 exemplaires la semaine de sa sortie. Eric Gaffney quitte le groupe peu de temps après. Il est remplacé par Bob Fay. À propos de Bob Fay, Lou Barlow affirme que « c’était un batteur assez rudimentaire, pas très bon. En fait, non, il était carrément mauvais (Rires.) Mais peu importe, ça nous allait très bien à l’époque. ».
En 2000 NME le classe à la 9e place de son Top 30 Heartbreak Albums. Il fait partie des 1001 albums qu'il faut avoir écoutés dans sa vie. 

### Titres
Les trois membres du groupe se sont partagé la composition des titres.
1. Soul and Fire (Barlow) (3:46)
2. Two Years Two Days (Barlow) (3:07)
3. Telecosmic Alchemy (Gaffney) (2:15)
4. Fantastic Disaster (Gaffney) (3:33)
5. Happily Divided (Loewenstein) (2:20)
6. Sister (Loewenstein) (2:43)
7. Cliche (Barlow) (2:27)
8. Sacred Attention (Barlow) (2:47)
9. Elixir Is Zog (Gaffney) (2:06)
10. Emma Get Wild (Gaffney) (1:21)
11. Sixteen (Loewenstein) (1:29)
12. Homemade (Barlow) (5:02)
13. Forced Love (Barlow) (3:19)
14. No Way Out (Gaffney) (2:15)
15. Bouquet for a Siren (Gaffney) (2:56)
16. Think (Let Tomorrow Bee) (Barlow) (3:12)
17. Flood (Loewenstein) (1:34)

### Musiciens
- Lou Barlow : guitare, voix
- Seana Carmody : voix sur Think (Let Tomorrow Bee)
- Eric Gaffney : basse, guitare, batterie, harpe, claviers, voix
- Jason Loewenstein : guitare, basse, batterie, voix